# CGO (casa discografica)
La CGO Record è stata una casa discografica italiana, attiva a partire dagli anni '60 ed attiva, seppure con un'attività ridotta, fino ai primi anni '90.

## Storia
La CGO fu fondata a Milano, dove aveva la sede in Galleria del Corso 4.
Negli anni '60 il suo repertorio era costituito in gran parte da gruppi beat; con il passare del tempo si spostò sulla musica leggera e, nel decennio successivo, anche su alcuni gruppi di rock progressivo.
A partire dal 1967 organizzò a Loano il Festival Riviera delle Palme, con cui ricercava nuovi talenti.
Per la distribuzione si appoggiò per molto tempo alla Ariston Records.
All'inizio degli anni '90 cessò l'attività.

## Dischi
La datazione qui riportata si basa sull'etichetta del disco o sulla copertina; qualora nessuno di questi elementi abbia una datazione, è basata sulla numerazione del catalogo; talora è, infine, basata sul codice della matrice di stampa. Se esistenti, sono riportati, oltre all'anno, il mese e il giorno (quest'ultimo dato si trova, a volte, stampato sul vinile).

### 33 giri
| Numero di catalogo | Anno | Interprete                       | Titoli              |
| ------------------ | ---- | -------------------------------- | ------------------- |
| FC 1006            | 1972 | Orchestra Corfull                | Rebus n.1           |
| FC 1007            | 1971 | Paolo Quintilio                  | E i vostri pensieri |
| FC 1008            | 1972 | Exploit                          | Crisi               |
| FC 1009            | 1972 | I Panamera - Bonfanti - Corfull  | Rebus n.2           |
| FC 1010            | 1972 | Complesso strumentale I Panamera | Rebus n.3           |
| FC 1011            | 1972 | Playsound Orchestra              | Andry Berceuse      |

### 45 giri
La numerazione di catalogo della CGO era peculiare: nei 45 giri, infatti, le lettere rappresentano la sigla del gruppo o del cantante (ad esempio IV sta per I Vocals, TJ per The Juniors, e così via), tranne rare eccezioni come Le Macchie Rosse (i cui dischi hanno invece la sigla AR) o Pino Riccardi; i numeri sono, come consuetudine, in ordine cronologico di emissione, con alcune eccezioni (ad esempio i due 45 giri degli Exploit, tratti entrambi dall'album Crisi e con numeri di catalogo rispettivamente 001 e 601).
| Numero di catalogo | Anno             | Interprete                    | Titoli                                                 |
| ------------------ | ---------------- | ----------------------------- | ------------------------------------------------------ |
| TR 101             | 1967             | The Richard's                 | Se no non fa niente/Vado per le strade del mondo       |
| FC 201             | 1967             | Franco Centa                  | Triste sera/Sono un ragazzo                            |
| LC 251             | 1967             | Laura Casati                  | Strada silenziosa/Quando il giorno apre gli occhi      |
| VR 301             | 1967             | Vittoria Raffael              | Lasciatelo a me/Un bacio di sera                       |
| EQ 351             | 1967             | Elsa Quarta                   | Ragazzi non suonate più/E se ti fermerai               |
| LBF 401            | 1967             | Le Blande Figure              | Il mondo non lo sa/Nemmeno una lacrima                 |
| AD 464             | 1968             | Alfonso e i Diversi           | Baby baby/Elena                                        |
| IM 501             | 1968             | I Milionari                   | Un vecchio amico come te/O Manuela                     |
| TR 504             | 1968             | The Richard's                 | La strada del rimorso/T'ho voluto bene                 |
| P 505              | 1968             | Piergigi e i Delta            | Se mi chiederai di baciarti/Questo è tutto             |
| LG 506             | 15 novembre 1967 | Lella Greco                   | Arrivederci a Loano/Quando i ragazzi del mondo         |
| M 508              | 1968             | Mirco                         | Non dimenticarti mai/Oggi sei così                     |
| JC 509             | 1968             | Jean e i Carbonari            | Lasciami libero/La donna è come pesca                  |
| LG 510             | 1968             | Lella Greco                   | Sei qui con me/Dammi quattro giorni                    |
| LC 511             | 1968             | Laura Casati                  | Lontano da me/Quattro volte                            |
| VR 512             | 1968             | Vittoria Raffael              | Ma se mi vuoi/Ciao bello mio                           |
| BP 513             | 1968             | Bruno Parmini                 | Lasciami libero/Non dimenticarti mai                   |
| BF 514             | 1969             | Le Blande Figure              | Plaisir d'amour/Un nuovo giorno                        |
| LB 515             | 1969             | Lara Brunaldi                 | I giorni dell'amore/L'amore                            |
| PG 516             | 1969             | Paolo di Reggio e "La Greffa" | Taxi giallo/Isabelle                                   |
| JB 517             | 1969             | John Benifel                  | Laura Laura/Il mio angolo di mondo                     |
| EQ 519             | 1969             | Elsa Quarta                   | Santa Maria/Rose bianche                               |
| CO 521             | 1969             | Nick Casablanca e i New Blues | Preghiera/Balliamo il che-che-che                      |
| CO 523             | 1969             | Tano La Leggia                | Sei Una Bambina/Oggi Domani E Sempre                   |
| CO 525             | 24 marzo 1969    | Franco Centa                  | Ti scrivo/La prima rosa                                |
| CO 526             | 1969             | Pino Riccardi                 | Ti stringo più forte/Fammi un favore                   |
| BF 527             | 1969             | Le Blande Figure              | Quando chiuderai la porta/Sei come il mare             |
| CO 528             | 1969             | The Kind                      | Datemi la luna/Tre giorni fa                           |
| AR 529             | 1969             | Le Macchie Rosse              | Luca/La corsa                                          |
| JB 530             | 1969             | John Benifel e i Frenetici    | Datemi la luna/Tre giorni fa                           |
| NZ 531             | 1969             | Nini Zironi                   | Non è l'addio/Resto con te                             |
| PM 532             | 1969             | Patrizia Meoni                | Capirai/Chi pensa più                                  |
| SG 540             | 1970             | Silvana Giorni                | Visione/Dolce amore                                    |
| AR 541             | 1970             | Angela River                  | Perché ragazzo mio/Al principio del mondo              |
| CO 542             | 1970             | Le Macchie Rosse              | Il vento della notte/La mia stagione                   |
| MD 544             | 1970             | Marco Dedè                    | Non sei mai uscita dal mio cuore/Ti vedo ti sento      |
| PF 545             | 1970             | Paolo Fumagalli               | Ti scrivo/C'eri soltanto tu                            |
| PR 546             | 1970             | Pino Riccardi                 | Gioia di vivere/Sei come il mare                       |
| TJ 548             | 1970             | The Juniors                   | Black night/I'll be blind                              |
| IV 549             | 1970             | I Vocals                      | Il cuore brucia/Un anno una stagione                   |
| IC 553             | 1970             | I Cobra 2                     | Isabelle/Amore mio                                     |
| LF 554             | 1970             | Luciano Ferrari               | Un angolo del mondo/Maura Maura                        |
| F 563              | 1971             | Fiamma                        | J'Irai Par Les Rues Du Monde/Douze Jolies Roses Rouges |
| IV 565             | 1971             | I Vocals                      | Strega/La lunga strada                                 |
| T 566              | 1971             | Tom & i Falchi                | Non ha senso piangere/Scusa                            |
| RA 600             | 1972             | Roberto Acciari               | Io non volevo piangere/Luce blu                        |
| EX 001             | 1972             | Exploit                       | Il campanile della cattedrale/Giochiamo insieme        |
| EX 601             | 1972             | Exploit                       | L'anima nuda/La tua pelle scotta                       |
| EX 607             | 1972             | Exploit                       | The green's man/Hot Mexico road                        |
| JC 610             | 1972             | Joe Curtis                    | Black is beautiful/This is love                        |
| RG 611             | 1972             | Ruggero Gatti                 | Il mio mondo sarai/Dodici rose rosse                   |
| RP 612             | 1972             | Rinaldo Prandoni              | Esperienza/Dopo la notte                               |
| EX 615             | 1972             | Enrico Rossi                  | Sole su di noi/Il mio mare in te                       |